# INSOMNIA Magazine
INSOMNIA Magazine foi uma revista portuguesa de lifestyle masculino, de periodicidade semestral.
A primeira edição foi publicada em 2015. A publicação era disponibilizada online de forma gratuita e contava com ensaios fotográficos de nu, entrevistas e artigos sobre erotismo, cultura e arte.
Entre os entrevistados, incluem-se várias personalidades da cultura em Portugal como Luís de Matos, David Fonseca, Samuel Úria, César Mourão e Ana Bacalhau.

## Capas
- Yana Protasova
- Nereida Gallardo[3]
- Olga Kobzar
- Olga de Mar e Mariana Sanhá
- Valeria Lakhina
- Hellyda Cavallaro